# Heimatkalender für den Kreis Eckartsberga
Der Heimatkalender für den Kreis Eckartsberga, bis 1926 Kalender für Ortsgeschichte und Heimatkunde im Kreise Eckartsberga, wurde im Zeitraum von 1896 bis 1941 in 46 Jahrgängen veröffentlicht. Der Kreis Eckartsberga bestand von 1816 bis 1939 im Bereich des heutigen Sachsen-Anhalt und nördlichen Thüringen.

## Aufbau und Inhalt
Jeder Jahrgang, der zwischen 76 und 196 Seiten umfasste, war grundsätzlich in zwei Abschnitte unterteilt: Kalendarischer Teil mit reichem Bilderschmuck zu den Monaten eines Jahres und volkstümlichen, zeitgemäßen Erzählungen sowie ein Geschichtlicher Teil mit ortsgeschichtlichen und heimatkundlichen Berichten.
Beispielhafte Themen des kalendarischen Teils waren: Auflistungen von Kirchenweihfesten des Kreises, aber auch wichtiger regionaler und überregionaler Märkte, Bilder und Gemälde mit Gedichten, die Genealogie der Fürstenhäuser, Anekdoten, Kurzbiographien. Ebenso wurde auch immer wieder von Ereignissen aus der Welt berichtet. Die industrielle Entwicklung in der Landwirtschaft, Neuheiten von der Weltausstellung in Paris, aber auch Ereignisse, wie der Beginn der Fluggeschichte, vom ersten lenkbaren Luftschiff und den ersten Flugzeugen, wurde über die Jahre veröffentlicht.
Beispielhafte Themen des geschichtlichen Teils waren: der Brand der Stadt Wiehe im Jahr 1659, Flurnamen des Amtsbezirks Herrengosserstedt, Lasten der Gerichtsherrschaft Burgheßler im Siebenjährigen Kriege, die Ruinen der beiden Sachsenburgen an der Unstrut, das Pfortengut Gernstedt um die Mitte des 16. Jahrhunderts, Geschlechter Kölledas, die Wenden in unserer Gegend, merkwürdige Bäume im Kreise Eckartsberga, von den Wüstungen des Kreises, aus dem Kirchenbuche in Großmonra, jährliche Kreischronik.

## Geschichte
Am 25. März 1895 wurde der Kalender für Ortsgeschichte und Heimatkunde im Kreise Eckartsberga in Kölleda gegründet. Zu den Gründern gehörten Superintendent Johann Allihn aus Leubingen, Pfarrer August Kohlrausch aus Großmonra, Pfarrer Emil Strümpel aus Herrengosserstedt und Pfarrer Otto Kabisch aus Wohlmirstedt.
Das Titelbild des Kalenders, das vom 1. bis zum 30. Jahrgang Bestand hatte, war von Johannes Allhin entworfen und wurde gemalt von der Kunstanstalt Schneider in Erfurt. Darauf zu sehen sind die Sachsenburgen, die Eckartsburg und das Schloss Beichlingen. Ebenso sind neben den Wappen von Kölleda, Heldrungen, der Eckartsburg, Wiehe und Bibra, Verzierungen in Form von Schlaufen und gewundenen Ästen zu erkennen.
Der Druck wurde von 1896 bis 1899 in der August Schneider Druckerei durch Max Nethe in der Brückenstraße 3 in Kölleda organisiert.
Mit Erscheinen der ersten Ausgabe gehörte eine kleine Kreischronik zum Kalender, in der an besondere Anlässe wie Goldene Hochzeiten, Kirchenbauten, Jubiläen und Todesfällen von Persönlichkeiten gedacht wurde.
Aber auch Auflistungen der Kreisverwaltung, der Ephoralgebiete, der Amtsbezirke und Standesamtsbezirke, Schiedsmannstellen, Vereine sowie ein Verzeichnis der Ortschaften und einzelnen Gehöften im ehemaligen Kreis Eckartsberga, prägten fortan das Bild.
Mit dem fünften Jahrgang wurde der Druck nach Wiehe zu Otto Kirschbaum in die Kirchgasse 54, später, ab dem elften Jahrgang, in Leopold v. Ranke Straße 59 in Wiehe verlagert.
Mit dem Umbruch, den bereits im Jahr 1899 Redakteur und Pfarrer Otto Kabisch vorantrieb, veränderte sich das Innere des Kalenders. So wurde der Fokus des ersten Teils mehr auf die Landwirtschaft gelegt.
Ab 1901 fügten sich, neben den Monatskalendern, Bilder und Gemälde mit Gedichten, Erzählungen, Anekdoten, Kurzbiographien ein und ab 1902 ein Verwaltungsbericht mit vielen Statistiken.
Ab 1916 rückte der Erste Weltkrieg in den Mittelpunkt der Kalenderaufzeichnungen, mit zitierten Feldpostbriefen und Gedächtnistafeln der Gefallenen, ab 1917 mit Ehrentafeln für Kriegsauszeichnungen.
Der 31. Jahrgang von 1926 war mit einem neuen Titelbild verziert. Das von Heinrich Pfeil entworfene Bild trägt einen barockisierten Rahmen mit der Eckartsburg, zentriert zwischen zwei Sockeln und einem gebrochenen Segmentbogen.
Ab 1927 bis zur kriegsbedingten Einstellung im Jahr 1941 wurde das Titelbild vom Maler Fritz Amann aus Naumburg ersetzt. Es zierte fortan einen mit Pfeife rauchenden Bauern vor einem Ährenfeld und der Eckartsburg im Hintergrund.
Auch erfolgte eine Umbenennung in Heimatkalender für den Kreis Eckartsberga; der Druck wurde in die Buchdruckerei des Eckartshauses nach Eckartsberga verlagert. Die zuständigen Schriftleiter waren bis zum Schluss Pfarrer Pauls, Heinrich Pfeil und Benno Liebers.
Ab den 1930er Jahren fanden vermehrt Vorträge der Burgmannschaft zur Eckartsburg Platz im Kalender.
Der 46. Jahrgang 1941 war gleichzeitig der letzte Jahrgang. Danach wurde der Druck kriegsbedingt eingestellt. Im Stadtarchiv Kölleda und im Kreisarchiv Sömmerda befinden sich noch heute komplette Originalüberlieferungen.

## Persönlichkeiten und Wegbegleiter
Eine Reihe von Pfarrern und Persönlichkeiten, die vermehrt als Schreiber und Förderer den Kalender unterstützten, bekamen mit Gedenkschriften immer wieder Ehre im Kalender. Die fünf wichtigsten waren:
Johannes Allihn, Superintendent (Gründer) geb. 22. Dezember 1842 in Halle/Saale, gest. 22. August 1907 in Sachsenburg Superintendent Kreisschulinspektor der Ephorie Beichlingen von 1892 bis 1907, Verdienste: Gründervater des Kalenders
Otto Kabisch, Pfarrer (Mitbegründer und Herausgeber) geb. 11. Juni 1849 in Kötzschau bei Merseburg/Lützen, gest. 29. Januar 1936 in Halle/Saale, Klosterschüler in Schulpforte und von 1875 bis 1915 Pfarrer in Wohlmirstedt, Verdienste: Mitbegründer des Kalenders für Ortsgeschichte und Heimatskunde im Kreise Eckartsberga. Er war von 1899 bis 1923 der Verantwortliche Herausgeber, davon acht Jahre Redakteur.
Ernst Friedemann Freiherr von Münchhausen, Landrat (Förderer) geb. am 5. Juli 1865 in Schleswig, gest. 21. November 1936 in Herrengosserstedt, Klosterschüler in Roßleben und von 1899 bis 1929 Landrat des Kreises Eckartsberga, Verdienste: Förderer der Finnebahn und des Kalenders. Durch außerordentliche Zuschüsse der Kreisverwaltung hat er den Kalender mehrfach von dem Aus bewahrt.
Benno Liebers, Studienrat (Autor) geb. 1. November 1892 in Eckartsberga, gest. 13. Februar 1962 in Kassel, Klosterschüler in Schulpforte, Studienrat in Naumburg und Kassel, Verdienste: Er hat mit 58 Veröffentlichungen, die meisten Beiträge verfasst. Von 1937 bis 1941 war er Schriftleiter des Kalenders, 1925 gründete er „die Burgmannschaft zur Eckartsburg“.
Louis Naumann, Superintendent (Autor) geb. 10. Juli 1845 in Seehausen, gest. 2. Februar 1925 in Naumburg Oberpfarrer, Superintendent und Kreisschulinspektor der Ephorie Eckartsberga von 1882 bis 1910, Verdienste: Er war mit 29 Jahren im Zeitraum von 1896 bis 1925 der treuste Schreiber des Kalenders. In dieser Zeit hat er 43 Beiträge veröffentlicht.

## Daten
Auf 4489 Seiten (Gesamtseitenzahl inklusive Werbung: 4672 Seiten) wurden in dieser Zeit 673 geschichtliche Beiträge verfasst. Es ergeben sich somit zwischen sechs (z. B. im Jahr 1904) und 27 Beiträge (z. B. im Jahr 1932) pro Jahr, die von 196 verschiedenen Geistlichen, Gelehrten und Veteranen verfasst wurden. Hier muss man deutlich die Namen Benno Liebers (58 Veröffentlichungen), Louis Naumann (43 Veröffentlichungen), Heinrich Pfeil (27 Veröffentlichungen) und Otto Kabisch (22 Veröffentlichungen) hervorheben.
In den 46 Jahren seines Bestehens, waren acht verschiedene Redakteure/Schriftleiter, drei verschiedene Druckereien, und vier verschiedene Verlage damit beschäftigt 94 Sachgebiete zu veröffentlichen. Dabei ging es um 166 Ortschaften, Regionen und Gebiete, regional wie überregional. Die am häufigsten thematisierten Orte waren Eckartsberga (Amt, Stadt und Ephorie) mit 57 Beiträgen, Kölleda mit 41 Beiträgen, Wiehe mit 29 Beiträgen und Memleben mit 23 Beiträgen.
Das Jahr 1925 war mit 5500 Stück das auflagenstärkste Jahr. So fanden die Kalender in fast jedem zweiten Haushalt des Kreises ihren Platz. Es bezogen z. B. Saubach und Lossa jährlich je 100 Stück, Herrengosserstedt 80 Kalender und Bucha bzw. Memleben 60 Kalender. Es wurden in dieser Zeit aber auch 500 Kalender an Haushaltungen außerhalb des Kreises verschickt bzw. bezogen. Oftmals waren es Orte im Nachbarkreis Naumburg, aber auch an ehemalige Bewohner/Persönlichkeiten in Australien, Deutsch-Ostafrika und den Vereinigten Staaten von Amerika (USA).